# Александър Чивадзе
Александър Чивадзе е бивш съветски и грузински футболист, централен защитник. Дългогодишен капитан на Динамо Тбилиси и националния отбор на СССР. Той е един от двамата грузинци, които са били капитани на „Червената армия“, като първият е Муртаз Хурцилава.

## Кариера
През цялата си кариера Чивадзе играе за Динамо Тбилиси, като дебютира през 1974 г. До 1978 Чивадзе е опорен халф, докато не е преквалифициран в централен защитник. Поради надеждната игра на Чивадзе в отбрана, той се превръща в жизненоважна част от отбора. Същата година Динамо става шампион на СССР. На следващата година е спечелена Купата на страната. На 6 март 1980 г. защитникът дебютира за националния отбор на СССР в мач срещу България. Чивадзе играе и в олимпийския тим на домашната олимпиада в Москва, където „Червената армия“ заема трето мяото. В края на 1980 г. грузинецът е избран за Футболист на годината в СССР.
През 1981 г. Динамо Тбилиси става вторият съветски тим, спечелил КНК, а Чивадзе е капитан на отбора. Той успява да стане основна фигура в тима на СССР и е избран за капитан на националния тим. През 1982 г. участва на Световното първенство в Испания, където тимът достига до втората фаза на турнира. Международната преса признава бранителя за един от най-добрите играчи на Съветския съюз, заедно с Ринат Дасаев и Анатолий Демяненко.
Александър попада в състава за още едно Световно първенство – през 1986 г. Контузия обаче попречва на капитана на играе на турнира. Поради зачестилите контузии в последните си сезони, Чивадзе решава да сложи край на кариерата си през 1987 г.
Като треньор Чивадзе води на два пъти националния тим на Грузия, а от 2012 г. е старши треньор на младежкия национален отбор.

## Стил на игра
Въпреки че играе в защита, Чивадзе често се включва в атаките на отбора. Той има цели 44 гола за Динамо Тбилиси в Съветската висша лига. Бранителят е и щатен изпълнител на дузпи в Динамо през 80-те години.

## Успехи
- Шампион на СССР – 1978
- Купа на СССР – 1976, 1979
- КНК – 1981
- Футболист на годината в СССР – 1980
- Рубинен орден на УЕФА за заслуги към футбола – 2001